# Alright (西野カナの曲)
「Alright」（オール・ライト）は、日本の歌手・西野カナの楽曲。2011年6月15日に配信限定でリリースされた。

## 概要
前作『Esperanza』から約1ヶ月ぶりのシングルで、配信限定というフォーマットは初となる。
彼女の3作目のスタジオ・アルバム『Thank you, Love』のリード曲として2011年6月15日に、ダウンロード販売された。西野カナ、林田裕一によって書かれたこの歌は、「とにかく頑張っている人を応援したい」という西野のシンプルな気持ちから制作された。力強い言葉をくれた友人やファンに向けての西野からの応援歌になっている。
本作は、音楽批評家から肯定的評価を与えられた。ある批評家は、『Thank you, Love』の収録曲の中で、「特記したい曲」だと評価した。ミュージック・ビデオは、過去に「Best Friend」「会いたくて 会いたくて」などを手がけた末吉ノブが監督を務めている。西野は、TBSの音楽番組『カミスン!』などに出演し、この曲を披露している。

## 背景
この曲の制作は、西野の「ファンのリクエストに答えたい」という気持ちから始まった。西野のブログのコメントなどには、テストや受験、その他の夢に向かって努力する人達からのメッセージが多く届いた。これを見た西野は、「ダイレクトに応援できる曲」を作りたいと思ったのが、制作のきっかけだった。また、社会人になった友人が頑張る姿を見たのも、きっかけの1つだった。
2011年5月7日に行われたUstreamライブ「かなやんライブなう」で、この曲を初披露した。6月20日放送の『カミスン!』、6月24日放送の『ミュージックステーション』で披露した。

## チャート成績
2011年6月27日付けのビルボードJapan Hot 100で初登場86位、翌週7月4日付けで34位。6月21日付けの日本レコード協会による着うたフルのダウンロード数を集計したRIAJ有料音楽配信チャートで初登場及び最高4位を記録。

## 批評
『hotexpress』の武川春奈は、『Thank you, Love』の批評の中で、“特記したい楽曲”として本作を挙げた。敢えて「負けないで」「今が踏ん張り時だよ」と西野の視点とやり方で背中を押すエモーションは、同アルバム収録曲で失恋を主題とした「Where are you?」「Wishing」にも通じるものがある、とコメントした。『エキサイトミュージック』の吉田可奈は、夢を目指す人や前に進もうと努力する人すべてに送る応援歌になっており、「まるで強がっている心を見透かされているようで、おもわず微笑んでしまうメッセージがたっぷりと詰まっている」とコメントした。

## 収録
| #  | タイトル    | 作詞         | 作曲             | 編曲             | 時間 |
| -- | ----------- | ------------ | ---------------- | ---------------- | ---- |
| 1. | 「Alright」 | Kana Nishino | Yuichi Hayashida | Yuichi Hayashida | 5:01 |

## タイアップ
| 曲名    | タイアップ                                            |
| ------- | ----------------------------------------------------- |
| Alright | 九州朝日放送『ドォーモ』2011年7月度エンディングテーマ |

## 収録アルバム
- Thank you, Love
- Love Collection 〜pink〜

## チャート
| チャート（2011年）                          | 最高 順位 |
| ------------------------------------------- | --------- |
| ビルボード Japan Hot 100                    | 34        |
| ビルボード Japan Hot Top Airplay            | 25        |
| ビルボード Japan Adult Contemporary Airplay | 43        |
| RIAJ有料音楽配信チャート                    | 4         |

## 発売日一覧
| 地域 | 情報          | 規格                 |
| ---- | ------------- | -------------------- |
| 日本 | 2011年6月1日  | 着信音               |
| 日本 | 2011年6月15日 | 携帯端末向けフル配信 |